# U.S. Highway 17
Der U.S. Highway 17 (kurz US 17) ist ein United States Highway im Osten der Vereinigten Staaten. Der Highway verläuft in Nord-Süd-Richtung durch die Bundesstaaten Virginia, North Carolina, South Carolina, Georgia und Florida auf einer Strecke von etwa 1.942 Kilometern. Die Endpunkte liegen im Norden in Winchester in Virginia und im Süden in Punta Gorda in Florida.

## Verlauf

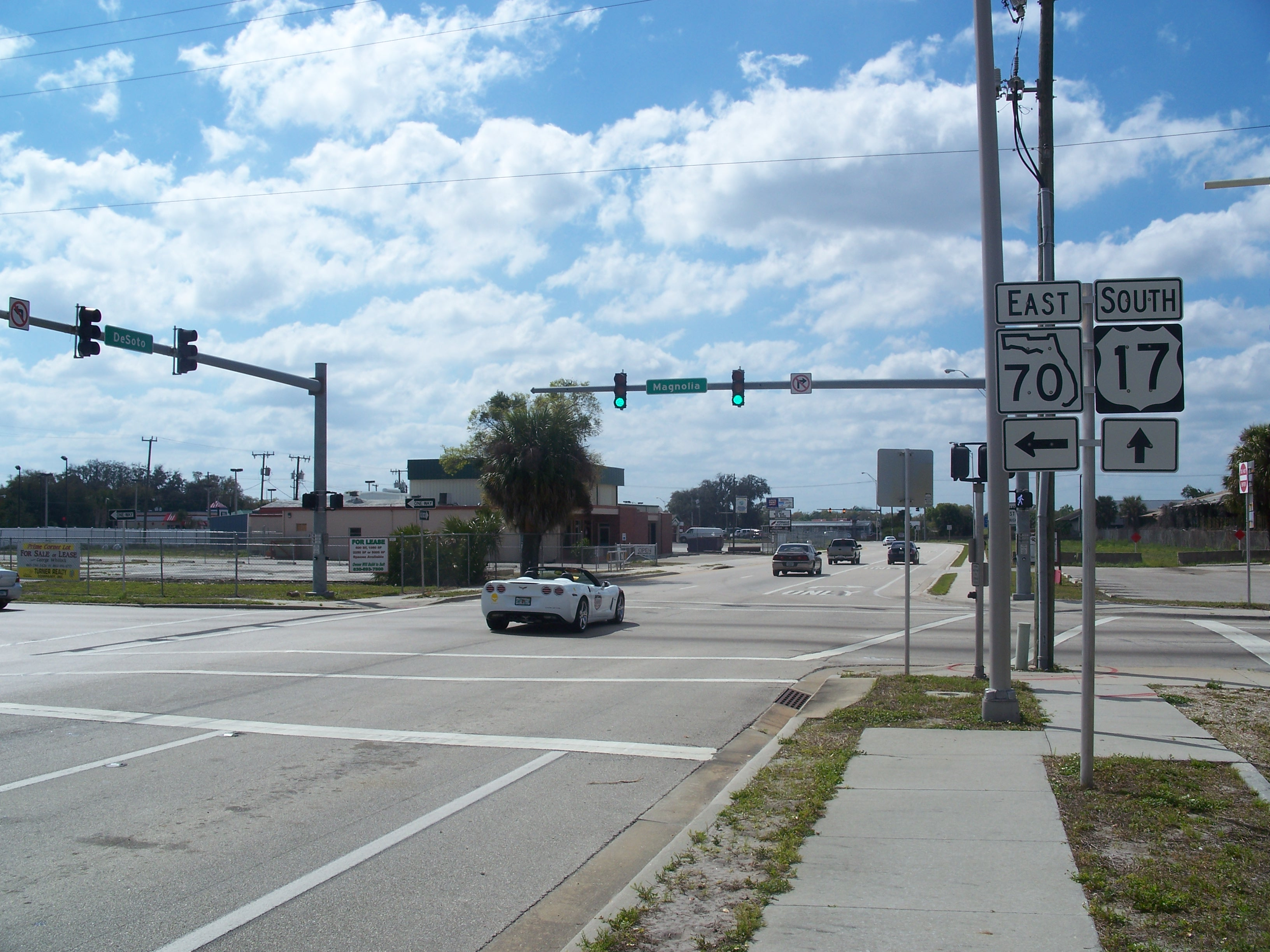
In Florida

### Florida
Das südliche Ende der Straße liegt am U.S. Highway 41 innerhalb von Punta Gorda. Von dort schlägt der Highway eine nordöstliche Richtung ein, kreuzt zunächst die Interstate 75 und folgt dem Peace River in das innere Florida. Ab Fort Meade bis Bartow verläuft die Strecke zusätzlich gleichbedeutend mit dem U.S. Highway 98. Von dort nimmt die Route Kurs in Richtung Orlando. In Kissimmee südlich von Orlando trifft sie auf die U.S. Highways 441 und 92, um mit diesen zusammen Downtown Orlando zu durchqueren. Erst nördlich von Orlando ist der U.S. Highway 17 wieder eigenständig, kreuzt (nach zwei Kreuzungen der in Orlando) zum dritten Mal die Interstate 4 und führt entlang des St. Johns River direkt nach Norden in Richtung Jacksonville. Innerhalb von Jacksonville wird die Interstate 295 unterquert, anschließend führt der Highway für kurze Zeit auf derselben Trasse wie die Interstate 10, Interstate 95 sowie anschließend in Downtown Jacksonville zusammen mit dem US 23 und US 1. Nördlich von Jacksonville folgt die Straße relativ parallel der Interstate 95 und tritt mit der Überquerung des St. Marys River in den Bundesstaat Georgia ein.

### Georgia
In Georgia folgt der U.S. Highway parallel zur Interstate 95 und der Atlantikküste durch teilweise sumpfiges Gebiet und überquert mit zahlreichen Brücken die Flüsse der Region. So etwa den Satilla River bei Woodbine, die Mündung mehrerer Flüsse bei Brunswick oder das Mündungsgebiet des Altamaha River. Im äußersten Osten von Georgia durchquert der Highway die Stadt Savannah und verläuft dort gleichbedeutend mit der Interstate 516 und danach der Interstate 16 als Umgehungsstraße. Direkt an der nördlichen Stadtgrenze überquert der US 17 den Savannah River und den Little Black River in Richtung South Carolina.

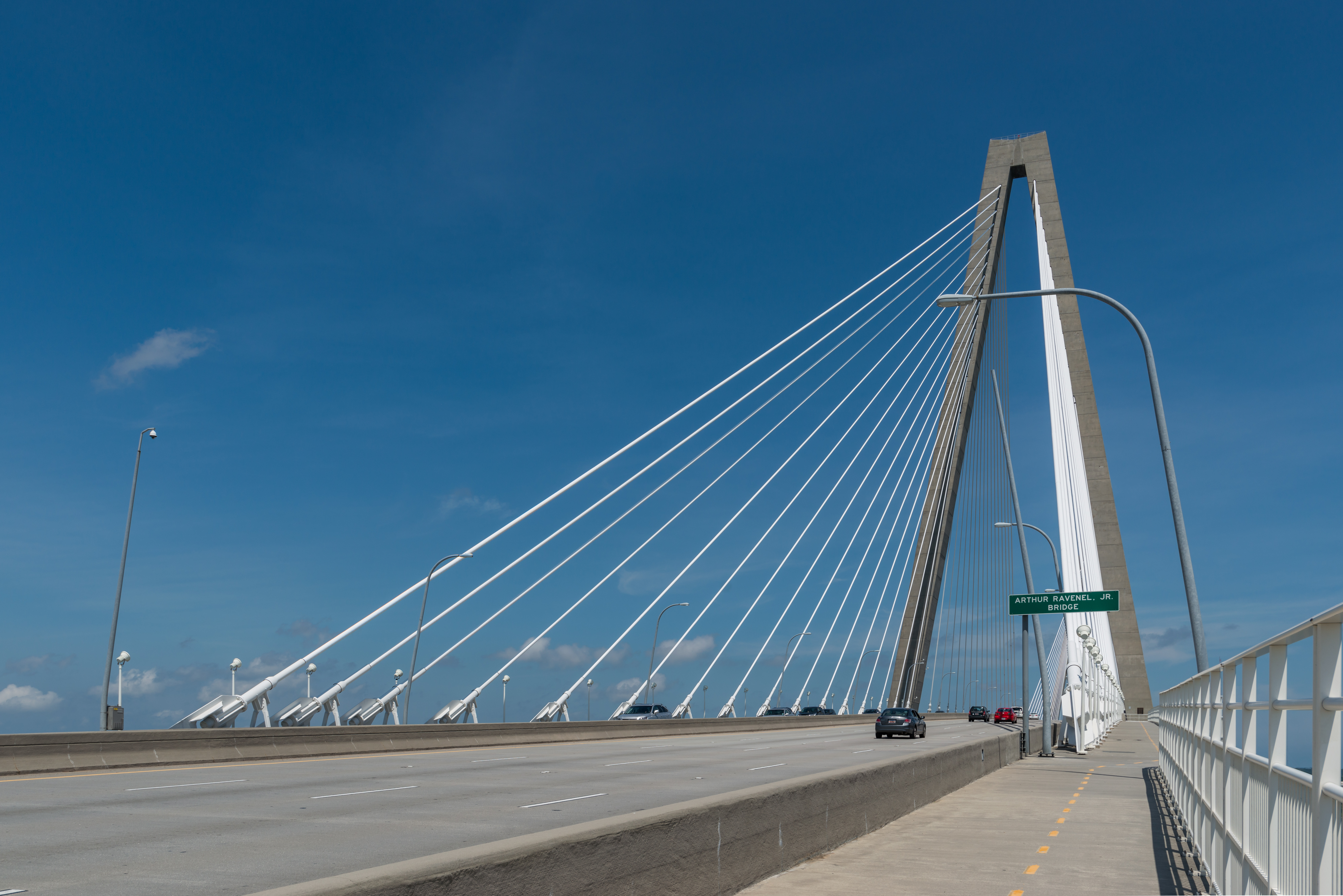
Arthur Ravenel Jr. Bridge bei Charleston, South Carolina

### South Carolina
In South Carolina führt die Straße zunächst weiter parallel zur Interstate 95, anschließend für einige Kilometer sogar auf der gleichen Strecke nach Nordosten. Südlich von Yemassee trennt sie sich von der Interstate und nimmt als vierspurige, jedoch nicht kreuzungsfrei ausgebaute Straße Kurs nach Osten in Richtung Charleston. In Charleston führt sie durch die Innenstadt, bildet als Freeway zusammen mit der Interstate 26 deren östliches Ende und verläuft weiter alleine nach Nordosten durch Mount Pleasant und weiter entlang der Atlantikküste. Ab Georgetown durchquert die Strecke immer in der Nähe der Küste die Region Grand Strand und führt durch dessen Zentrum, die touristisch bedeutende Stadt Myrtle Beach. Nördlich von North Myrtle Beach und Little River wird schließlich die Staatsgrenze zu North Carolina gequert.

### North Carolina

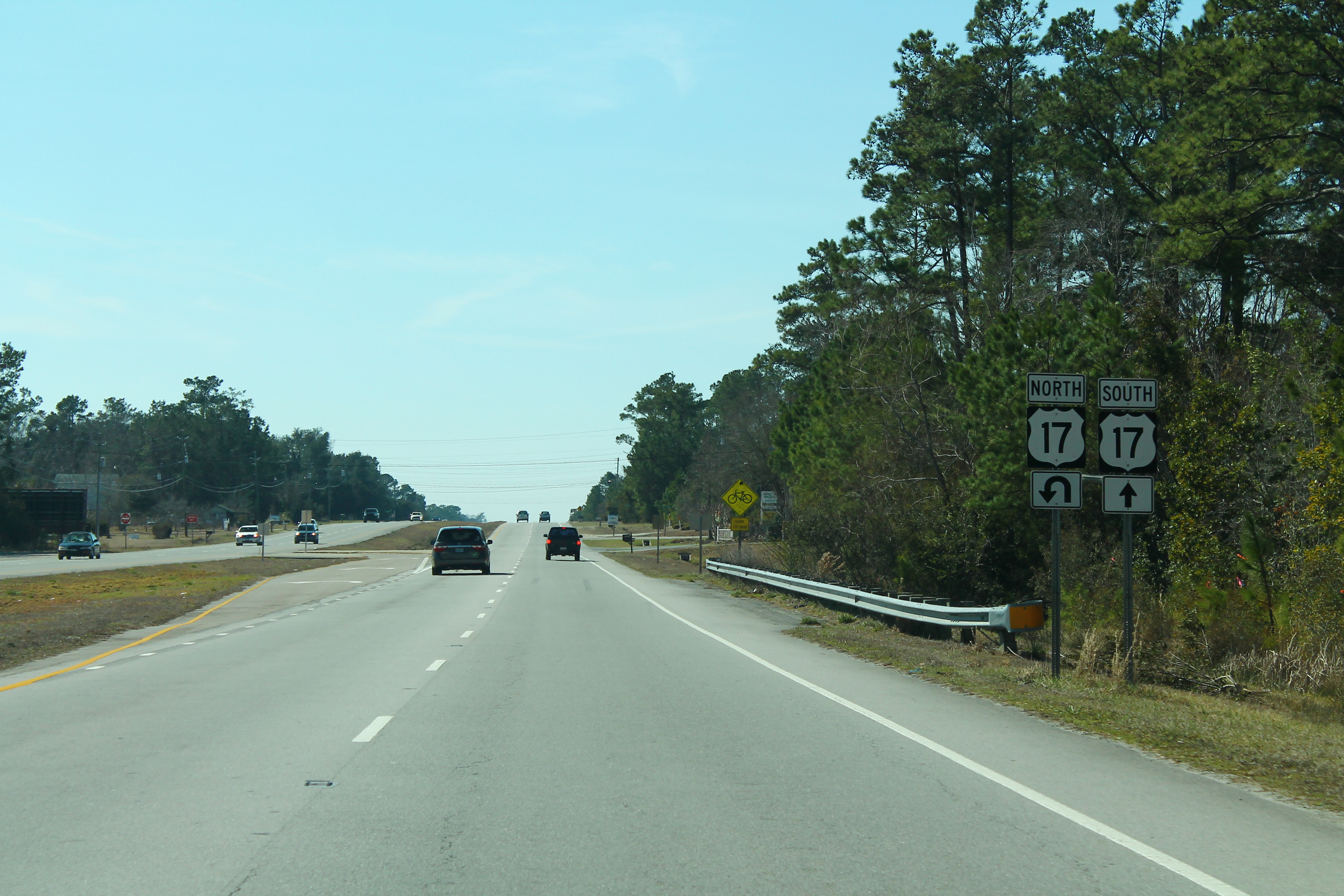
In North Carolina

In North Carolina folgt der Highway weiter grob der Küstenlinie in Richtung Wilmington. Kurz vor Wilmington ist er für ein paar Kilometer gleichbedeutend mit dem U.S. Highway 74 und führt danach durch das Stadtzentrum. Er folgt weiter der Küste in Richtung Jacksonville, North Carolina, wo er als Umgehung dient. Ab dort nimmt die Straße einen eher nördlichen Kurs ein, trifft etwa 50 km nordöstlich von Jacksonville auf den US 70. Bei James City trennen sich beide voneinander und der US 17 führt über den Neuse River weiter nach Norden. Es folgen für die nächsten Kilometer keine größeren Städte mehr, bei Washington wird der Tar River überquert und bei Edenton der Chowan River. Im Nordosten von North Carolina tritt die Straße schließlich nach Virginia ein.

### Virginia

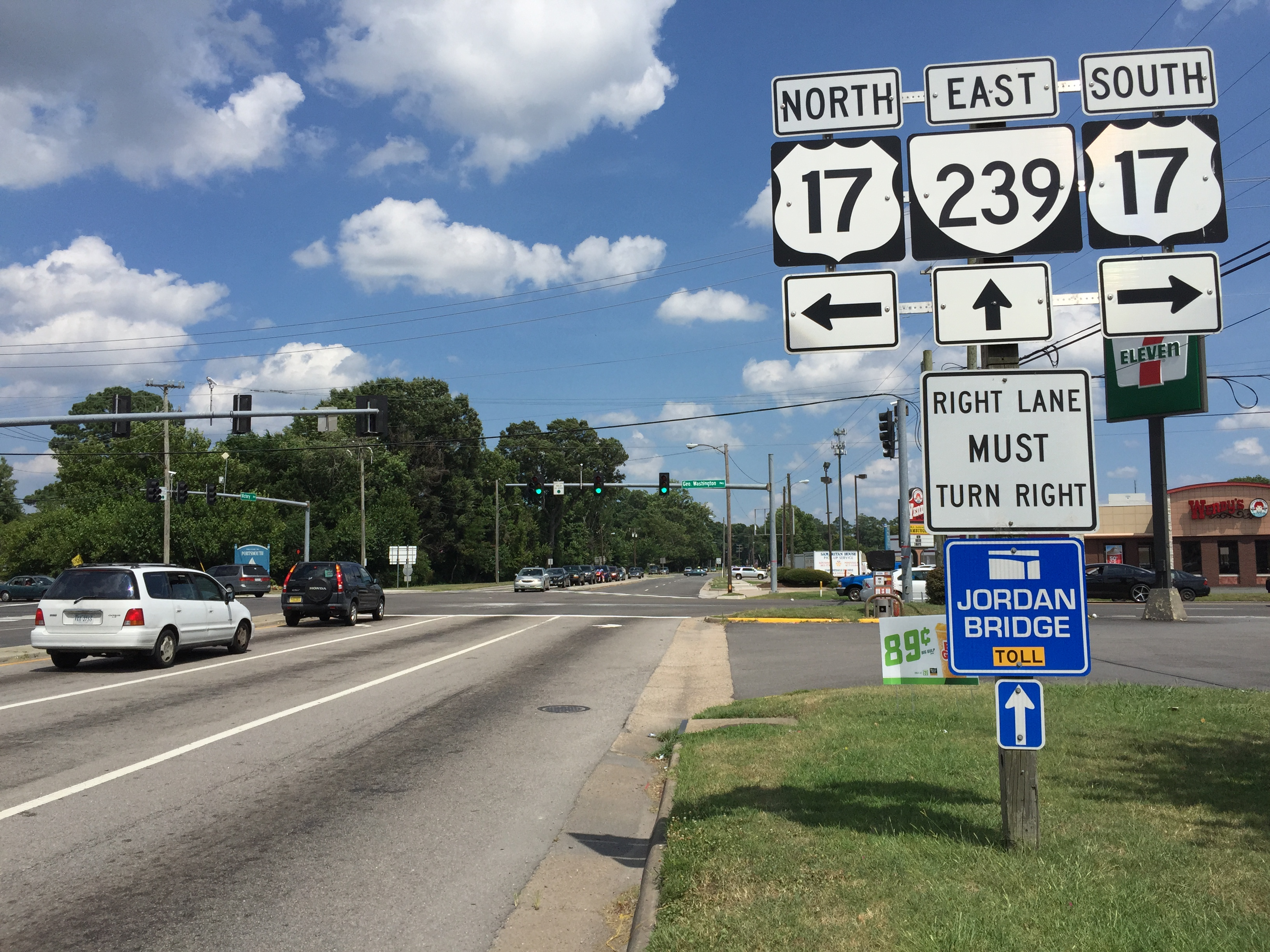
In Virginia

In Virginia trifft der Highway knapp 25 km nördlich der Staatsgrenze auf die Großstadt Chesapeake, verläuft dort zusammen mit der Interstate 64 nach Westen und kurz darauf alleine nach Norden durch Portsmouth. 16 Kilometer westlich von Portsmouth überquert er den Nansemond River und 10 Kilometer darauf über die 7 km lange James River Bridge den James River. Daraufhin erreicht er die Großstadt Newport News, kreuzt den U.S. Highway 60 und die Interstate 64 und führt über den York River nach Norden. Etwa ab hier wendet er sich von der zunehmend ungleichmäßiger werdenden Küstenlinie ab. Das  Gelände wird anschließend etwas hügeliger und der Highway folgt dem Rappahannock River nach Nordwesten nach Fredericksburg. Südlich von Fredericksburg trifft er auf erneut auf den U.S. Highway 1 und kreuzt abermals die Interstate 95. 45 Kilometer nordwestlich von Fredericksburg trifft der US 17 auf den U.S. Highway 15 sowie den U.S. Highway 29 und führt mit beiden zusammen bis nach Warrenton. Nördlich von Warrenton trifft er auf die Interstate 66 und nördlich davon bei Paris auf den U.S. Highway 50. Beide zusammen führen nach Nordwesten über den Shenandoah River nach Winchester. Kurz vor Winchester kreuzen sie die Interstate 81 und führen zusammen mit dem U.S. Highway 522 und kurz darauf auch U.S. Highway 11 in das Zentrum von Winchester, wo der U.S. Highway 17 nach fast 1942 Kilometern endet.

## Zubringer und Umgehungen
- U.S. Highway 117, in North Carolina (183 km)
- U.S. Highway 217, wurde 1932 aufgelöst, heute Teil des U.S. Highway 301